# 老莱河
老莱河位于中华人民共和国黑龙江省西部，是讷谟尔河右岸的一条支流。

## 河名
河名源自满语“俄佛罗”（转写：oforo），意为隘口，因下游流经的青山嘴子（喀穆尼喀俄佛罗）而得名。

## 干流概况
老莱河发源于嫩江市双山镇尖山农场（隶属黑龙江省农垦总局九三管理局）四队东北的尖山，西北流至尖山农场八队以北转西南流，经局直水库、双山镇（九三管理局局直）、伊拉哈镇、讷河市老莱镇等地，于讷河市区东郊孔国乡进化村（原进化乡）西南汇入讷谟尔河。老莱河全长147千米，流域面积2306平方千米，河道平均比降1.53‰，年均径流量8647.5万立方米。老莱河河床窄而弯曲，一般水深1米，宽10~20米，汛期可涨至100余米。河道未经治理，夏秋暴雨季节河水易漫溢出槽，积水成为沼泽，无雨季节则水量断续缓流。

## 流域概况
老莱河流域地处小兴安岭西部松嫩平原北缘，为小兴安岭山前高平原。地表覆盖层厚，土地肥沃，建有尖山、鹤山、跃进、荣军、老莱农场，主要种植小麦、大豆、玉米等，经济作物以马铃薯和甜菜为主。
老莱河流域在清朝是黑龙江城、墨尔根城通往内地的重要通道，沿岸设有喀穆尼喀俄佛罗站（今讷河市老莱镇）、伊拉喀池站（今嫩江市伊拉哈镇）两个驿站。今老莱河沿岸仍是嫩江市及大兴安岭地区与内地之间的交通要道，富西铁路、231国道、双嫩高速公路等皆经过干流右岸。